# Seconda battaglia di Agordat
La seconda battaglia di Agordat fu combattuta il 21 dicembre 1893 tra le truppe coloniali italiane ed i mahdisti provenienti dal Sudan.

## Preludio
Sconfitti nelle battaglie di Agordat e di Serobeti, i Dervisci decisero una spedizione in grande stile contro gli Italiani allo scopo di vendicare l'affronto subito. Contrariamente al sistema in uso nel Mahdismo, dove una risoluzione improvvisa del Califfo o il capriccio di un capo desideroso di mettersi in vista decidevano spesso da un momento all'altro le loro ragioni militari, questa volta la preparazione dell'impresa contro l'Italia fu molto accurata.
Il comando venne affidato all'Emiro del Ghedaref, Ahmed Ali, il quale concentrò anzitutto a Cassala circa 10 000 uomini e alcune mitragliatrici, nonché qualche centinaio di cavalieri; il concetto strategico non era limitato all'investimento del fronte italiano sul Barca, ma ad una conquista ben più importante e lontana. Si trattava nientemeno che di attaccare Cheren di sorpresa e di là penetrare a Massaua. Per così ardimentoso progetto venne scelto il periodo di tempo in cui il generale Baratieri si trovava in Italia. Il colonnello Arimondi, appena ne fu informato dal tenente Antonio Miani, prese subito tutte le precauzioni del caso: mandò in Agordat un'altra compagnia di rinforzo, e il tenente colonnello Cortese, Comandante la zona di Cheren, partì verso il Barca per una escursione nelle vicinanze del Mongareb.
Oltre a ciò le bande del Barca vennero incaricate di guardare la linea di alture fra Digghè e Mogòlo. L'11 dicembre giunsero informazioni che davano per sicuro l'arrivo a Cassala di Ahmed Alì, deciso, a quanto si seppe, di avanzare al più presto. Quel mattino stesso l'Arimondi ordinò che tutte le truppe del presidio di Cheren, due compagnie indigene del presidio di Asmara e la compagnia distaccata ad Az Teclesan, stessero pronte a partire. Mediante queste disposizioni, in meno di 3 giorni, si poterono riunire ad Agordat 7 compagnie di fanteria, i due squadroni, le due batterie, e le tre bande del Barca; mentre i Dervisci, trovandosi ancora a Cassala, non poterono giungere presso Agordat in meno di 5 marce.

### Ordine di battaglia italiano
Le unità del Regio Corpo Truppe Coloniali d'Eritrea al comando di Arimondi erano le seguenti:
- II Battaglione fanteria indigeni
- 1ª Compagnia/III Battaglione fanteria indigeni
- 3ª Compagnia/III Battaglione fanteria indigeni
- 1ª Compagnia/IV Battaglione fanteria indigeni
- 3ª Compagnia/IV Battaglione fanteria indigeni
- 1º Squadrone cavalleria indigeno "Asmara"
- 2º Squadrone cavalleria indigeno "Cheren"
- 1ª Batteria artiglieria da montagna indigeni
- 2ª Batteria artiglieria da montagna indigeni
- Banda irregolare "Okulè Kusai"
- Bande irregolari del Barca
- aliquote di genio, sanità e sussistenza.

## La battaglia
L'emiro Ahmed Ali guidò circa 10-12 000 uomini da est di Cassala ad Agordat contro 2 400 àscari ed italiani comandati dal colonnello Giuseppe Arimondi. Oltre 1 000 dervisci, incluso l'emiro, furono uccisi in una pesante sconfitta, ottenendo così:
(Glen St John Barclay, The rise and fall of the new Roman empire: Italy's bid for world power, 1890-1943. Londra, 1973.)
In tre ore gli italiani spararono 80 000 colpi di fucile e 210 dalle batterie del forte. I dervisci lasciarono sul campo oltre mille morti, un migliaio tra feriti, dispersi e prigionieri, 72 bandiere, 700 fucili, una mitragliatrice di fabbrica inglese (che i dervisci non furono in grado di adoperare e che avevano tolto alle truppe di Hicks Pascià), numerose cotte di maglia di ferro medievali, la tenda rossa catturata al negus Johannes, una tromba di ottone fabbricata dalla ditta Pelitti di Milano e due cammelli carichi di catene, prevedendo di sconfiggere e catturare il presidio del forte. Conclusa la battaglia, il corpo crivellato di ferite di Ahmed Alì venne deposto come un trofeo di caccia ai piedi di Arimondi.
Alcuni prigionieri dervisci confessarono che lo schieramento in linea assunto dagli italiani li avevano sorpresi, essendo abituati ad affrontare il quadrato inglese concentrando l'attacco in un unico punto.
Gli italiani ebbero 3 ufficiali caduti (capitano Forno, tenente Gino Pennazzi e tenente Colmia) e due feriti, un sottufficiale italiano caduto e un ferito, 104 indigeni caduti e 121 feriti. Arimondi ricevette la promozione a generale, Galliano a maggiore ed una medaglia d'oro al valor militare, inoltre furono date altre 12 nomine a cavalierati, 39 medaglie d'argento e 42 di bronzo. Il nome "Agordat" fu dato ad un incrociatore torpediniere. Un anno più tardi, gli italiani conquistarono Cassala.